# Gaston (Indiana)
Gaston é uma cidade  localizada no estado americano de Indiana, no Condado de Delaware.

## Demografia
Segundo o censo americano de 2000, a sua população era de 1010 habitantes.
Em 2006, foi estimada uma população de 947, um decréscimo de 63 (-6.2%).

## Geografia
De acordo com o United States Census Bureau tem uma área de
0,9 km², dos quais 0,9 km² cobertos por terra e 0,0 km² cobertos por água. Gaston localiza-se a aproximadamente 273 m acima do nível do mar.

## Localidades na vizinhança
O diagrama seguinte representa as localidades num raio de 16 km ao redor de Gaston.